# 石川県道288号鈴ヶ嶺矢波線
石川県道288号鈴ヶ嶺矢波線（いしかわけんどう288ごう すずがみねやなみせん）とは、石川県鳳珠郡能登町内を通る一般県道（石川県道）である。

## 概要
- 起点：石川県鳳珠郡能登町字鈴ヶ嶺小間生2番1地先（＝石川県道6号宇出津町野線交点）
- 終点：石川県鳳珠郡能登町字矢波26字67番地先（＝国道249号交点）

鳳珠郡能登町（旧鳳至郡柳田村）小間生（おもう）と能登町（旧鳳至郡能都町）矢波とを結ぶ。概ね南北に縦断しているものの、途中で他の道路と重複しており、連続性がない。また重複区間を含め、1.5車線から2車線程度の幅員で整備されているが、鈴ヶ嶺地区と久田（きゅうでん）地区の間や上町（かんまち）地区と藤ノ瀬地区の間は、対向できない区間が残っている。終点にはのと鉄道能登線のガードがあり、高さ制限により大型車の通行ができなかったものの、廃線によって撤去されており、現在は通行可能である。

## 歴史
- 1961年（昭和36年）3月31日：路線認定。

## 接続道路
- 石川県道6号宇出津町野線（石川県道26号珠洲穴水線との重複区間）（鳳珠郡能登町小間生：起点）
  - 起点より北へ約200m進んだ先で石川県道26号珠洲穴水線との分岐点がある。
- 石川県道6号宇出津町野線（能登町上町・神主田橋交差点）
- 石川県道57号内浦柳田線（珠洲道路）（能登町天坂・天坂交差点）
- 石川県道6号宇出津町野線（能登町上町・上町交差点）
- 石川県道275号与呂見藤波線（能登町鶴町・鶴町交差点）
- 国道249号（能登町藤波：終点）
- 珠洲市道726号線（旧）珠洲広域農道（能登町久田）

## 重複区間
- 石川県道57号内浦柳田線（鳳珠郡能登町天坂・天坂交差点 - 同町上町・上町交差点）